# Humayra
Humayra (arabisch: حميراء) bzw. Humaira (arabisch: حميراء; Urdu: حمیرا) ist ein weiblicher Vorname.

## Herkunft und Bedeutung
Der arabische Vorname bedeutet rot. Dies war ein Name, den der Prophet Mohammed seiner Frau Aisha gab.
Eine alternative Transkription ist Humaira; dieser Name wird im Arabischen und in Ländern verwendet, in denen Urdu gesprochen wird.

## Bekannte Namensträgerinnen
- Humaira Begum (1918–2002), Ehefrau des Schahs von Afghanistan, Mohammed Zahir Schah